# Arquidiocese de Gorizia
A Arquidiocese de Gorizia ( Archidioecesis Goritiensis), é uma circunscrição eclesiástica da Igreja Católica na Itália, pertencente à Província Eclesiástica do Triveneto (nordeste da Itália) e à Conferenza Episcopale Italiana.
Em 2016 contava 171 mil batizados em uma população de 184 mil de habitantes, e seu atual arcebispo è Dom Carlo Roberto Maria Redaelli.

## Território
A sua sé está na cidade de Gorizia. Da arquidiocese fazem parte 90 paróquias e da província eclesiástica faz parte a diocese sufragânea de Trieste

## História
A arquidiocese foi erigida em 6 de julho de 1751 com a bula Iniuncta nobis do Papa Bento XIV, com a qual o pontífice ratificou um acordo entre os governos austríaco e veneziano, em conjunto com a Arquidiocese de Udine, quando foi suprimido o Patriarcado de Aquileia. Esta decisão foi confirmada pelo próprio Papa com a bula Sacrosanctae militantis ecclesiae de 18 de abril de 1752, com a qual o pontífice definiu todas as questões acessórias, incluindo o estabelecimento do capítulo dos cânones e o número de dioceses sufragâneas da nova sé metropolitana, ou seja, todas as do antigo patriarcado fora dos territórios da Sereníssima: Como, Trento, Ljubljana, Pedena e Trieste.
Depois de quatro anos, a Diocese foi suprimida com a bula In universa Gregis Dominici, em 8 de março 1787. O território foi feito parte da nova diocese de Gradisca, porém a curia ficou em Gorizia.
Em 12 de setembro 1791 foi totalmente unida à Gradisca e a diocese assumiu o novo nome de Gorizia e Gradisca, por meio da bula Recti prudentisque do Papa Pio VI.
Voltou ter o título de Arquidiocese em 27 de julho de 1830,  e o nome atual em 30 de setembro de 1986.

## Cronologia da administração local
Arcebispos do sèculo XX:
| #          | Nome                                  | Período    | Notas                                     |
| Arcebispos | Arcebispos                            | Arcebispos | Arcebispos                                |
| ---------- | ------------------------------------- | ---------- | ----------------------------------------- |
|            | Carlo Roberto Maria Redaelli          | 2012-atual |                                           |
|            | Dino De Antoni,†                      | 1999-2012  |                                           |
|            | António Vital Bommarco, O.F.M.Conv. † | 1982-1999  |                                           |
|            | Pedro Cocolin †                       | 1967-1982  |                                           |
|            | André Pangrazio †                     | 1962-1967  | Nomeado Arcebispo de Porto e Santa Rufina |
|            | Jacinto João Ambrosi, O.F.M.Cap. †    | 1951-1962  |                                           |
|            | Carlos Margotti †                     | 1934-1951  |                                           |
|            | Francisco Borgia Sedej †              | 1906-1931  |                                           |
|            | André Jordán †                        | 1902-1905  |                                           |
|            | Jakob Missia †                        | 1898-1902  |                                           |